# Колачице
Колачице (пољ. Kołaczyce) град је у Пољској у Војводству поткарпатском. По подацима из 2012. године број становника у месту је био 1447.

## Становништво
| 2012. |
| ----- |
| 1.447 |